# Permis de conducere european

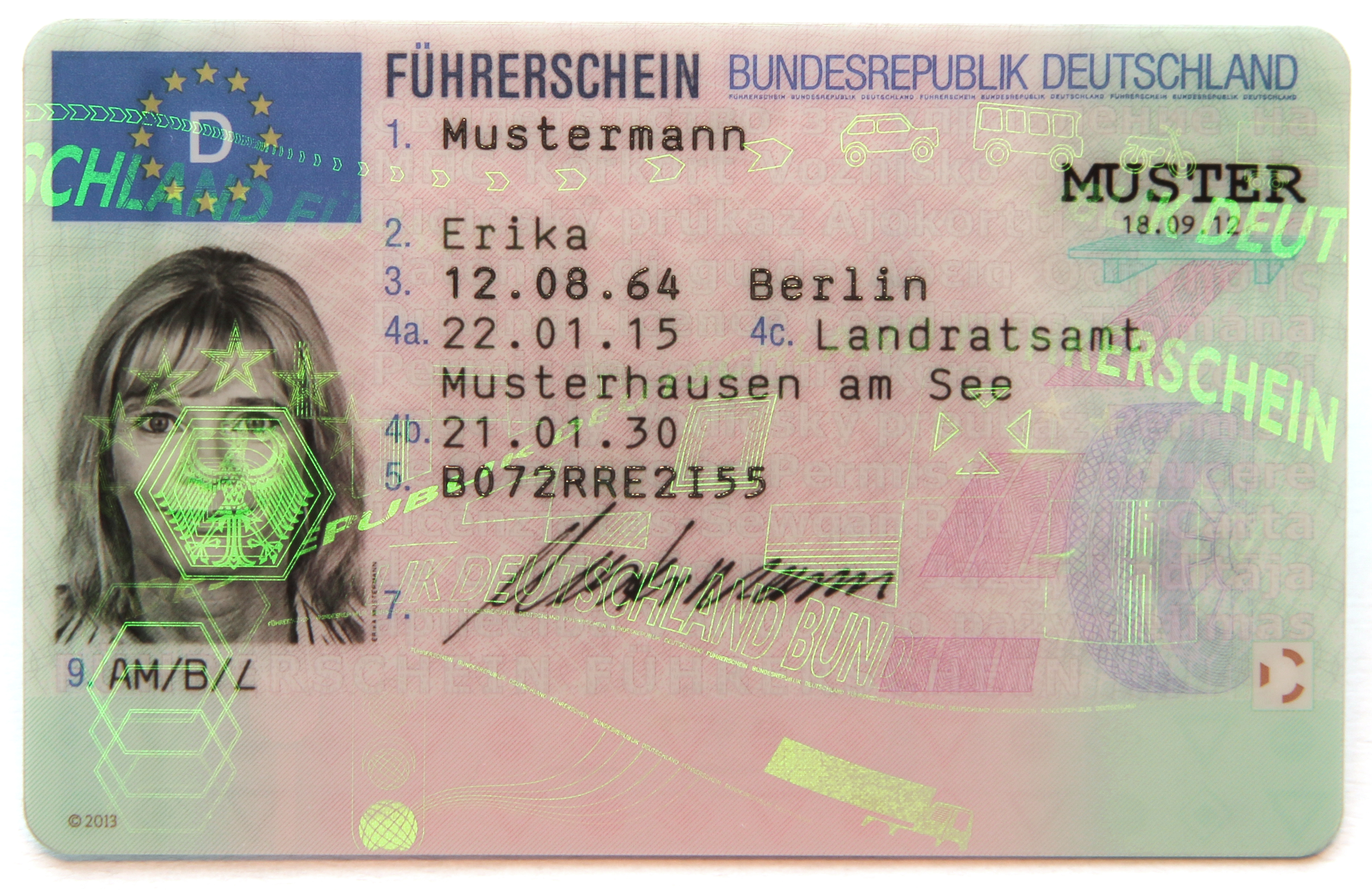
Versiunea germană a unui card de permis de conducere UE cu drapelul UE pe acesta (2013, exemplar)

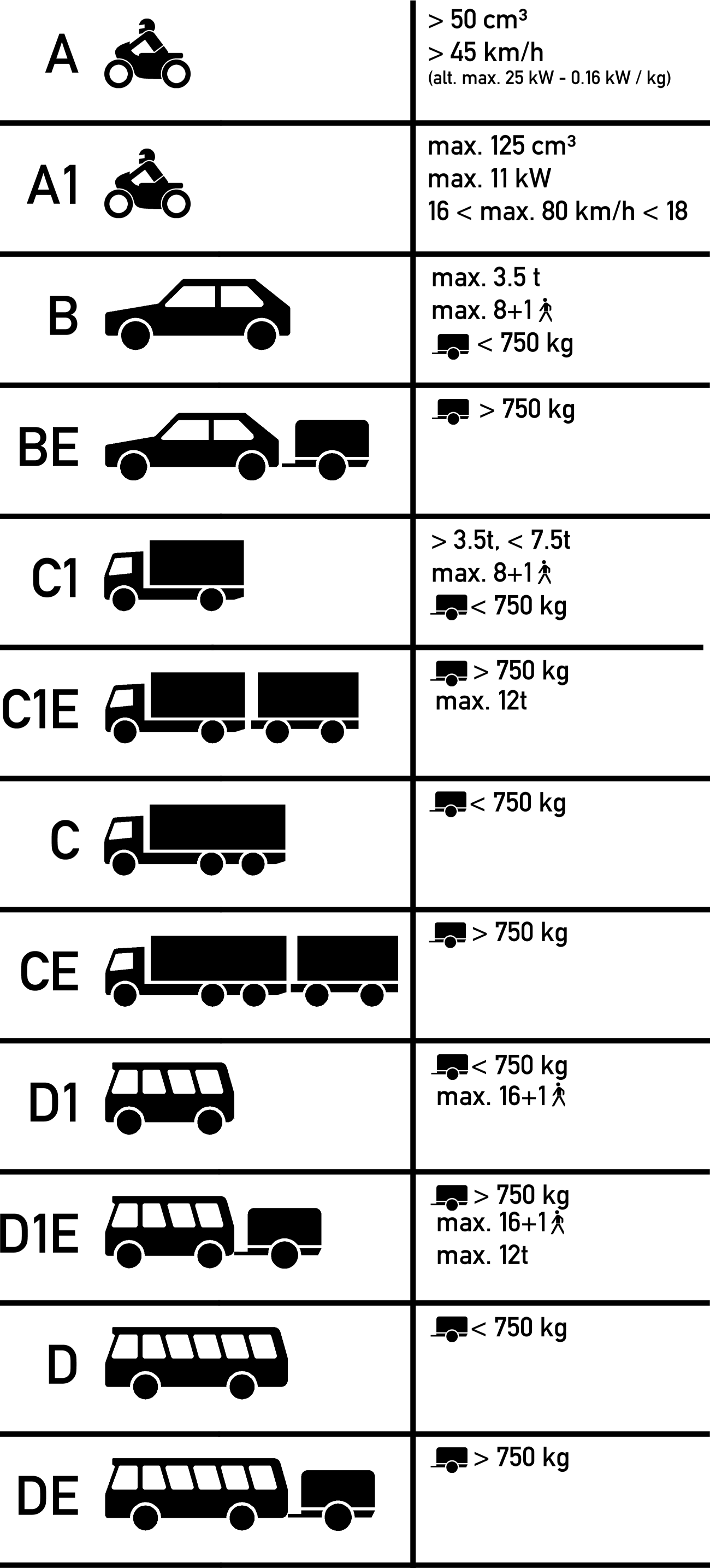
Permisele de conducere în cadrul Uniunii Europene sunt împărțite în diferite categorii (Notă: Graficul de mai sus poate fi depășit din 19 ianuarie 2013)

Permisul de conducere european este un permis de conducere care a înlocuit diferitele stiluri de permis de conducere utilizate anterior în statele membre ale Spațiului Economic European (SEE) (toate cele 27 de state membre ale UE, precum și 3 state membre EFTA; Islanda, Liechtenstein și Norvegia). Este în stil card de credit, cu o fotografie și chiar un microcip. Au fost introduse pentru a înlocui cele 110 permise de conducere diferite din plastic și hârtie ale celor 300 de milioane de șoferi din SEE. Obiectivul principal al permisului este de a reduce riscul de fraudă.

## Legături externe
- „EU announces plans for European driving license”. Workpermit.com. 18 decembrie 2006. Accesat în 27 decembrie 2018.
- „EU driving licence coming in 2013”. News.bbc.co.uk. 14 decembrie 2006. Accesat în 27 decembrie 2018.
- „Vehicles you can drive”. Gov.uk. Accesat în 27 decembrie 2018.